# 日本トレクス
日本トレクス株式会社（にっぽんトレクス、英: NIPPON TREX Co., Ltd.）は、愛知県豊川市に本社を置く、日本の輸送機器メーカー。
極東開発工業株式会社の連結子会社で、トレーラ、トラックボデー、輸送コンテナ、シェルタなどの製造・販売を行っている。

## 概要
各種トレーラ（ウィングトレーラ・バントレーラ・コンテナトレーラなど）、並びにトラックボデー（ウィングボデー・バンボデー）、輸送コンテナ、シェルタ等、大型輸送機器の製造・販売を行っている。2009年度（平成21年度）からトレーラの製造・販売で国内首位である。一部コンテナトレーラの中国でのOEM生産も行っている。また、自衛隊で使用される1tトレーラ、1t水タンクトレーラの製造を行っている。特徴的な外観で知られる、粉粒体運搬用のセミトレーラの製造も行っている。

## 沿革
- 1963年（昭和38年）- 住友軽金属工業が米国プルマン社トレールモービル事業部とトレーラ、コンテナの製造に関する技術提携。
- 1964年（昭和39年）8月1日 - 住友系各社の出資により、日本トレールモービル株式会社を設立。
- 1965年（昭和40年）- 豊橋工場（現・本社事業所）完成。海上コンテナおよびトレーラの生産を開始。
- 1992年（平成4年）- 音羽事業所が操業を開始。
- 1996年（平成8年）- 社名を日本トレクス株式会社に変更。
- 2007年（平成19年）- 極東開発工業株式会社が全株式を取得し、同社の連結子会社となる。
- 2014年（平成26年）- タイ王国における生産・販売拠点を設立。のち2019年に譲渡。
- 2019年（平成31年/令和元年）
  - 2018年度愛知ブランド企業に認定。
  - 御津事業所が操業を開始。